# 世界 (映画)
『世界』（せかい、原題:世界、英語題:The World）は、賈樟柯監督・脚本による2004年の日本・中国・フランス合作の映画。第61回ヴェネツィア国際映画祭コンペティション部門に出品された。

## あらすじ
北京世界公園でダンサーとして働くタオ（趙濤）には、守衛主任のタイシェン（成泰燊）という恋人がいる。タオの元恋人がモンゴルへ旅立つというので、2人は彼を見送りに行く。その帰りに立ち寄った汚い安ホテルで、タイシェンはタオに迫るが、タオは拒む。タオはホテルを出て一人で世界公園に戻るが、その後、写真館でDVDを撮ってもらっているうち、いつもの親密さが2人に戻ってくる。
タイシェンは、先輩から紹介されたチュンと共に、チュンの弟（＝借金を抱えている）に会いに、太原へ出発する。ブランド品模造アトリエを経営するチュンは既婚者だが、夫は10年前パリ（ベルヴィル）に行ったきり連絡がない。言葉を交わすうちに、タイシェンとチュンは惹かれ合ってゆく。一方、タオは、ロシアから来たダンサーのアンナとのあいだに友情を築くが、カラオケ・バーでアンナが娼婦として働いていることを知り、涙を流す。
タイシェンの幼馴染のサンライ（王宏偉）が、まだ若いアークーニャンとともに、北京の建設現場に出稼ぎに来る。が、過労と事故が重なり、アークーニャンは病院に担ぎ込まれる。病院のベッドに横たわった彼が記すメモには、今まで自分に金を貸してくれた人の名前と金額が書いてあった。それを読み、サンライは慟哭する。アークーニャンの死後、その両親と兄が北京に上京してきて、補償金を受け取る。
ダンサーのウェイは、嫉妬深い恋人のニュウと結婚することを決意する。2人の結婚式の日、タイシェンの携帯電話には、フランスに旅立つチュンから1通のメールが届く。「あなたに会えてよかった」。それを読んだタオは、タイシェンの裏切りを知ってしまう。タオは、タイシェンを避け、新婚旅行に出ているウェイのアパートメントで寝泊まりする。そこへタイシェンが現れるが……。
深夜の三河鎮で、一酸化炭素中毒で1組の男女が倒れるという騒ぎが起きる。近隣住民が2人を外に運び出す。暗闇の中、タオとタイシェンの声が響く。「俺たち、死んだのか。」「いいえ、これは新しい始まりよ。」

## キャスト
- 趙濤
- 成泰燊
- 王宏偉